# Pardosa v-signata
Pardosa v-signata är en spindelart som beskrevs av Soares och Camargo 1948. Pardosa v-signata ingår i släktet Pardosa och familjen vargspindlar. Inga underarter finns listade i Catalogue of Life.